# Étel
Étel é uma comuna francesa na região administrativa da Bretanha, no departamento Morbihan. Estende-se por uma área de 1,74 km². Em 2010 a comuna tinha 2 196 habitantes (densidade: 1 262,1 hab./km²).332 hab/km².